# Born and Raised (John Mayer)
Born and Raised is het vijfde studioalbum van de Amerikaanse gitarist en singer-songwriter John Mayer. Het album verscheen op 18 mei 2012 en kwam een week later op nummer 1 binnen in de Nederlandse Album Top 100. Het album is geproduceerd door Mayer zelf in samenwerking met Don Was.
Het werd na zijn vorige album Battle studies zijn tweede nummer 1-album in de Nederlandse Album-lijst. Als voorloper op het album werd op 5 maart 2012 de single Shadow days uitgebracht. Het nummer bereikte een 17de plaats in de Nederlandse Top 40 en nummer 23 in de Nederlandse Single Top 100. In Vlaanderen werd het album de eerste hitnotering voor Mayer in de albumlijst en bereikte het een 30ste plaats als hoogste notering.

## Tracklist
| Nr. | Titel                                     | Duur |
| --- | ----------------------------------------- | ---- |
| 1.  | Queen of California                       | 4:10 |
| 2.  | The age of worry                          | 2:39 |
| 3.  | Shadow days                               | 3:50 |
| 4.  | Speak for me                              | 3:45 |
| 5.  | Something like Olivia                     | 3:01 |
| 6.  | Born and Raised                           | 4:49 |
| 7.  | If I ever get around to living            | 5:21 |
| 8.  | Love is a verb                            | 2:28 |
| 9.  | Walt Grace's Submarine test, January 1967 | 5:10 |
| 10. | Whiskey, whiskey, whiskey                 | 4:39 |
| 11. | A face to call home                       | 4:46 |
| 12. | Born and Raised (Reprise)                 | 2:00 |

## Hitnotering

### NederlandseAlbum Top 100
| Hitnotering (week 1 t/m 23): 26-05-2011 t/m 27-10-2012 Hitnotering (week 24): 04-05-2013 Hitnotering (week 25): 18-05-2013 | Hitnotering (week 1 t/m 23): 26-05-2011 t/m 27-10-2012 Hitnotering (week 24): 04-05-2013 Hitnotering (week 25): 18-05-2013 | Hitnotering (week 1 t/m 23): 26-05-2011 t/m 27-10-2012 Hitnotering (week 24): 04-05-2013 Hitnotering (week 25): 18-05-2013 | Hitnotering (week 1 t/m 23): 26-05-2011 t/m 27-10-2012 Hitnotering (week 24): 04-05-2013 Hitnotering (week 25): 18-05-2013 | Hitnotering (week 1 t/m 23): 26-05-2011 t/m 27-10-2012 Hitnotering (week 24): 04-05-2013 Hitnotering (week 25): 18-05-2013 | Hitnotering (week 1 t/m 23): 26-05-2011 t/m 27-10-2012 Hitnotering (week 24): 04-05-2013 Hitnotering (week 25): 18-05-2013 | Hitnotering (week 1 t/m 23): 26-05-2011 t/m 27-10-2012 Hitnotering (week 24): 04-05-2013 Hitnotering (week 25): 18-05-2013 | Hitnotering (week 1 t/m 23): 26-05-2011 t/m 27-10-2012 Hitnotering (week 24): 04-05-2013 Hitnotering (week 25): 18-05-2013 | Hitnotering (week 1 t/m 23): 26-05-2011 t/m 27-10-2012 Hitnotering (week 24): 04-05-2013 Hitnotering (week 25): 18-05-2013 | Hitnotering (week 1 t/m 23): 26-05-2011 t/m 27-10-2012 Hitnotering (week 24): 04-05-2013 Hitnotering (week 25): 18-05-2013 | Hitnotering (week 1 t/m 23): 26-05-2011 t/m 27-10-2012 Hitnotering (week 24): 04-05-2013 Hitnotering (week 25): 18-05-2013 | Hitnotering (week 1 t/m 23): 26-05-2011 t/m 27-10-2012 Hitnotering (week 24): 04-05-2013 Hitnotering (week 25): 18-05-2013 | Hitnotering (week 1 t/m 23): 26-05-2011 t/m 27-10-2012 Hitnotering (week 24): 04-05-2013 Hitnotering (week 25): 18-05-2013 | Hitnotering (week 1 t/m 23): 26-05-2011 t/m 27-10-2012 Hitnotering (week 24): 04-05-2013 Hitnotering (week 25): 18-05-2013 | Hitnotering (week 1 t/m 23): 26-05-2011 t/m 27-10-2012 Hitnotering (week 24): 04-05-2013 Hitnotering (week 25): 18-05-2013 |
| Week: | 1 | 2 | 3 | 4 | 5 | 6 | 7 | 8 | 9 | 10 | 11 | 12 | 13 | 14 |
| --- | --- | --- | --- | --- | --- | --- | --- | --- | --- | --- | --- | --- | --- | --- |
| Positie: | 1 | 1 | 2 | 1 | 5 | 4 | 8 | 9 | 8 | 16 | 8 | 9 | 14 | 27 |
| Week: | 15 | 16 | 17 | 18 | 19 | 20 | 21 | 22 | 23 | | 24 | | 25 | |
| Positie: | 31 | 25 | 44 | 51 | 59 | 51 | 47 | 73 | 63 | uit | 73 | uit | 79 | uit |

### VlaamseUltratop 200Albums
| Hitnotering (week 1 t/m 9): 26-05-2012 t/m 21-07-2012 Hitnotering (week 10 t/m 12): 11-08-2012 t/m 25-08-2012 | Hitnotering (week 1 t/m 9): 26-05-2012 t/m 21-07-2012 Hitnotering (week 10 t/m 12): 11-08-2012 t/m 25-08-2012 | Hitnotering (week 1 t/m 9): 26-05-2012 t/m 21-07-2012 Hitnotering (week 10 t/m 12): 11-08-2012 t/m 25-08-2012 | Hitnotering (week 1 t/m 9): 26-05-2012 t/m 21-07-2012 Hitnotering (week 10 t/m 12): 11-08-2012 t/m 25-08-2012 | Hitnotering (week 1 t/m 9): 26-05-2012 t/m 21-07-2012 Hitnotering (week 10 t/m 12): 11-08-2012 t/m 25-08-2012 | Hitnotering (week 1 t/m 9): 26-05-2012 t/m 21-07-2012 Hitnotering (week 10 t/m 12): 11-08-2012 t/m 25-08-2012 | Hitnotering (week 1 t/m 9): 26-05-2012 t/m 21-07-2012 Hitnotering (week 10 t/m 12): 11-08-2012 t/m 25-08-2012 | Hitnotering (week 1 t/m 9): 26-05-2012 t/m 21-07-2012 Hitnotering (week 10 t/m 12): 11-08-2012 t/m 25-08-2012 | Hitnotering (week 1 t/m 9): 26-05-2012 t/m 21-07-2012 Hitnotering (week 10 t/m 12): 11-08-2012 t/m 25-08-2012 | Hitnotering (week 1 t/m 9): 26-05-2012 t/m 21-07-2012 Hitnotering (week 10 t/m 12): 11-08-2012 t/m 25-08-2012 | Hitnotering (week 1 t/m 9): 26-05-2012 t/m 21-07-2012 Hitnotering (week 10 t/m 12): 11-08-2012 t/m 25-08-2012 | Hitnotering (week 1 t/m 9): 26-05-2012 t/m 21-07-2012 Hitnotering (week 10 t/m 12): 11-08-2012 t/m 25-08-2012 | Hitnotering (week 1 t/m 9): 26-05-2012 t/m 21-07-2012 Hitnotering (week 10 t/m 12): 11-08-2012 t/m 25-08-2012 | Hitnotering (week 1 t/m 9): 26-05-2012 t/m 21-07-2012 Hitnotering (week 10 t/m 12): 11-08-2012 t/m 25-08-2012 | Hitnotering (week 1 t/m 9): 26-05-2012 t/m 21-07-2012 Hitnotering (week 10 t/m 12): 11-08-2012 t/m 25-08-2012 |
| Week: | 1 | 2 | 3 | 4 | 5 | 6 | 7 | 8 | 9 | | 10 | 11 | 12 | |
| --- | --- | --- | --- | --- | --- | --- | --- | --- | --- | --- | --- | --- | --- | --- |
| Positie: | 30 | 32 | 74 | 95 | 142 | 131 | 176 | 160 | 153 | uit | 152 | 195 | 128 | uit |